# Morane-Saulnier MS.406
«Моран-Солньє» MS.406 (фр. Morane-Saulnier MS.406) — одномісний французький винищувач Другої світової війни. Літак розроблений в конструкторському бюро авіабудівної фірми «Моран-Солньє» під керівництвом М.Готье. Серійно вироблявся на заводі об'єднання SNCAO в Нанті з січня 1939 по березень 1940 року, також будувався з листопада 1939 року за ліцензією фірмою EFW у Швейцарії. Всього у Франції виготовлено 1074 літака, ще 301 екземпляр (без прототипів) був виготовлений у Швейцарії.
На озброєння ВПС Франції літак надійшов у лютому 1939 року, з грудня 1939 року прийнятий на озброєння ВПС Фінляндії, крім того 45 винищувачів у кінці 1939 року і на початку 1940 року отримала Туреччина. Декілька винищувачів використовувалося в Хорватії. У бойових діях французькі винищувачі стали застосовуватися з травня 1940 під час Битви за Францію.

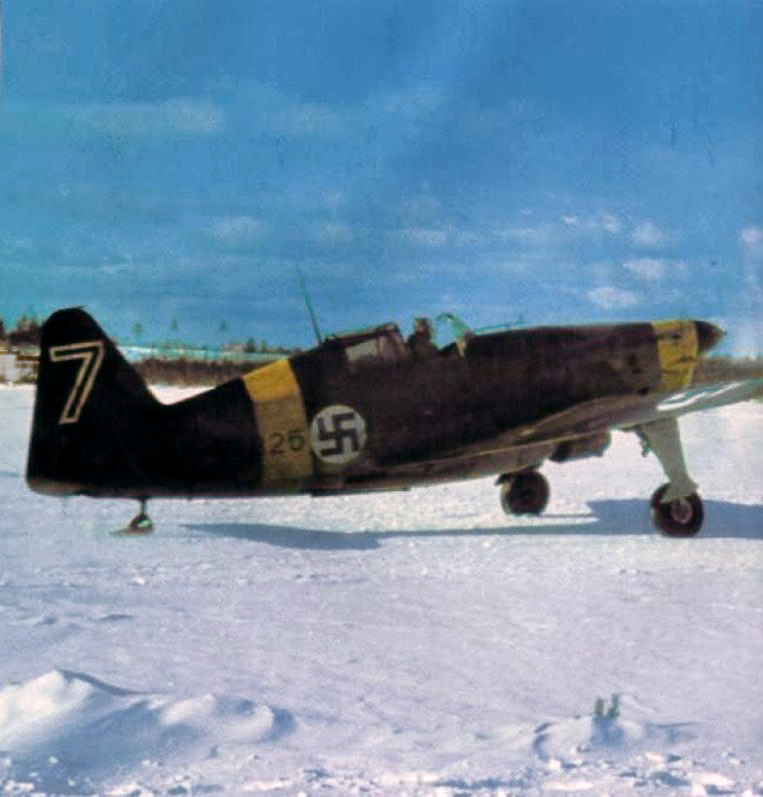

Фінські літаки використовувалися під час Радянсько-фінської війни 1939–1940 років, потім з червня 1941 року на Східному фронті. У Франції MS.406 вивели з бойового складу винищувальних авіачастин у березні 1940 року. Як навчальний літак використовувався до 1947 року. ВПС Фінляндії зняли з озброєння «Мерко Мораані» — фінську модифікацію MS.406 1952 року.

## Основні модифікації
M.S.406 C1основна модифікація з двигуном Hispano-Suiza 12Y-31, 1077 екземплярів.
M.S.410модернізація M.S.406 C1 із зміненим озброєнням (4 × 7,5 мм кулемета MAC 1934) і посиленим крилом, переобладнано 79 екземплярів.
D-3800M.S.406, виготовлені за ліцензією на заводі EFW в Швейцарії, 82 екземпляра.
D-3801модифікація D-3800 з потужнішим двигуном Hispano-Suiza 12Y-51 і з додатковим озброєнням, 207 екземплярів.
D-3802модифікація з двигуном Hispano-Suiza 12Y-52 і з 20 мм гарматами FFK-HS замість кулеметів MAC 1934, 12 екземплярів.
Morko Moraaniфінська модернізація M.S.406 C1 з радянським двигуном М-105П та кулеметом УБ, перероблено 15 екземплярів.

## Тактико-технічні характеристики
Наведені нижче характеристики відповідають модифікації M.S.406:
Джерело: "Куточок неба "
Основні характеристики
- Екіпаж: 1 пілот
- Довжина: 8,13 м
- Висота: 2,71 м
- Розмах крила: 10,61 м

- Площа крила: 17,1 м ²
- Маса порожнього: 1 893 кг
- Нормальна злітна маса: 2 470 кг

Льотні характеристики
- Максимальна швидкість: 486 км/год
- Крейсерська швидкість: 320 км/год
- Практична дальність: 900 км
- Практична стеля: 9 850 м
- Навантаження на крило: 141,9 кг/м ²

Озброєння
- Стрілецько-гарматне:  

Morane-Saulnier MS 406 C1

  - 1 × 20 мм гармата Hispano-Suiza HS.404
  - 2 × 7,5 мм кулемета MAC 1934 в крилі